# Lissonota atra
Lissonota atra är en stekelart som beskrevs av Bain 1970. Lissonota atra ingår i släktet Lissonota och familjen brokparasitsteklar. Inga underarter finns listade i Catalogue of Life.